# Heaven Must Be Missing an Angel
Singles de Tavares
Free Ride
(1975) Don't Take Away the Music
(1976)
Heaven Must Be Missing an Angel est une chanson disco du groupe américain Tavares. Parue sur l'album Sky High! en 1976, elle est sortie en single en mai la même année. 
La chanson est divisée en deux parties sur le disque 45 tours : une première partie durant 3 minutes et 28 secondes et une deuxième partie durant 3 minutes et 10 secondes. Heaven Must Be Missing an Angel a été réédité en février 1986.

## Liste des titres
Toutes les chansons sont écrites et composées par Freddie Perren, Keni St. Lewis.
| A. | Heaven Must Be Missing an Angel (Part 1) | 3:28 |
| B. | Heaven Must Be Missing an Angel (Part 2) | 3:10 |

## Accueil commercial
Durant l'année 1976, le single a atteint la 15e position du classement Billboard Hot 100, la 3e position du classement Hot Soul Singles, ainsi que deux semaines en première position au classement National Disco Action ensemble avec la chanson Don't Take Away the Music. Aux États-Unis, il s'agit du seul disque d'or obtenu par le groupe.
La chanson est également devenu un tube international, atteignant notamment la 1re position des hit-parades en Belgique, aux Pays-Bas ainsi que le top 10 au Royaume-Uni.

## Classements et certifications

### Classements hebdomadaires
Heaven Must Be Missing an Angel
| Classement (1976)                      | Meilleure position |
| -------------------------------------- | ------------------ |
| Afrique du Sud (Springbok Top 20)      | 16                 |
| Allemagne (Media Control AG)           | 38                 |
| Australie (Kent Music Report)          | 30                 |
| Belgique (Flandre Ultratop 50 Singles) | 1                  |
| Canada (RPM)                           | 11                 |
| États-Unis (Hot 100)                   | 15                 |
| États-Unis (Adult Contemporary)        | 18                 |
| États-Unis (National Disco Action)     | 1                  |
| États-Unis (Hot Soul Singles)          | 3                  |
| États-Unis (Cash Box Top 100)          | 10                 |
| France (IFOP)                          | 7                  |
| Irlande (IRMA)                         | 9                  |
| Mexique                                | 5                  |
| Nouvelle-Zélande (RMNZ)                | 30                 |
| Pays-Bas (Single Top 100)              | 1                  |
| Pays-Bas (Nederlandse Top 40)          | 1                  |
| Royaume-Uni (UK Singles Chart)         | 4                  |

| Classement (1985)                      | Meilleure position |
| -------------------------------------- | ------------------ |
| Belgique (Flandre Ultratop 50 Singles) | 11                 |
| Pays-Bas (Single Top 100)              | 11                 |
| Pays-Bas (Nederlandse Top 40)          | 8                  |

### Classements de fin d'année
| Classement de fin d'année (1976) | Position |
| -------------------------------- | -------- |
| Belgique (Flandre Ultratop)      | 5        |
| Canada (RPM)                     | 114      |
| États-Unis (Cash Box Top 100)    | 33       |
| Pays-Bas (Nederlandse Top 40)    | 2        |
| Royaume-Uni (UK Singles Chart)   | 37       |

### Certifications
| Pays              | Certification | Ventes certifiées |
| ----------------- | ------------- | ----------------- |
| États-Unis (RIAA) | Or            | 1 000 000         |
| Royaume-Uni (BPI) | Argent        | 250 000           |